# Los Cuatro Fantásticos (serie animada de 1967)
Los Cuatro Fantásticos (en inglés, Fantastic Four) es una serie animada producida en 1967 por Hanna-Barbera y emitida por la cadena ABC y la primera serie animada basada en el cómic de Marvel, Fantastic Four. Se produjeron 20 episodios que se emitieron en esta cadena entre 1967 y 1970 con varias reposiciones.
El diseño de los personajes para la serie corrió a cargo de Alex Toth, basándose en los personajes creados por el guionista estadounidense Stan Lee y el dibujante Jack Kirby para la compañía de cómics Marvel. La serie se produjo tan solo seis años después del éxito de la serie creada por el dibujante y guionista estadounidense

## Los Personajes
En 1961 Stan Lee se había propuesto crear una nueva línea editorial de superhéroes con características diferentes a todos los publicados hasta entonces, para lo cual los dotaría de humanidad y de una personalidad propia, sumergiéndolos en una vida que podría haber tenido cualquier persona normal, con sus preocupaciones. Así nacieron Los Cuatro Fantásticos (y posteriormente nacería Spider-Man también con estos criterios.
Los Cuatro Fantásticos, quienes obtuvieron superpoderes tras la exposición a rayos cósmicos durante una misión científica al espacio exterior, que los dotaría con mutaciones de sus cuerpos relativas a los cuatro elementos: Agua (Mr. Fantástico y su estado fluido, aire (la mujer invisible), tierra (La Cosa, y su aspecto pétreo) y fuego (La Antorcha humana).
- Reed Richards: tras su accidente y la adquisición de los poderes recibió el sobrenombre de Míster Fantástico. Es un hombre alto y delgado, que suele llevar el pelo corto moreno con las sienes de color plateado.  Reed es un tanto tímido y reservado. Mentalmente privilegiado y un científico de prestigio, suele quedarse absorto en sus investigaciones, sin darse cuenta de lo que ocurra a su alrededor . Dirige el laboratorio de investigación del edificio Baxter, donde de aloja el cuartel general de los Cuatro Fantásticos.
- Ben Grimm: Ben, adoptó el nombre de la Cosa, a veces llamado la adorable Cosa de ojos azules, tras su accidente. Ahora, enorme, fórnido hasta la exageración, y deformado, causa el pavor allá donde aparece. Es una mole enorme y fea que lo destroza todo a su paso. La gente grita despavorida y huye de él. Esto, a pesar de su inmensa fortaleza hace mella en su corazón y se siente solo y desamparado, ante un mundo hostil, haciéndole desear que el accidente nunca hubiese ocurrido. Ben también tiene frases recurrentes, como Llegó la hora de las tortas, Geronimo, y alusiones variadas a su tía Petunia y a la calle Yancy.
- Susan Storm,La mujer invisible, es rubia y bonita, y muy inteligente. Por ello es la mujer de confianza de Reed. Espera impaciente que Reed deje de un lado sus investigaciones y se fije en ella. Pero eso tan solo ocurre cuando aparece otro pretendiente y parece que sea demasiado tarde.
- Johnny Storm: tras su accidente recibe el nombre de la Antorcha humana. Es un muchacho, alto, guapo, rubio, moderno , popular , bromista y un tanto despreocupado. Esta en la edad en la que uno no para de cuestionar a los mayores y de meterse en problemas. Por fortuna cuando el equipo se reúne, todo se soluciona.

### Antecedentes
Realmente en 1940 ya había sido ideado un personaje elástico llamado Plastic Man, creado por el dibujante de cómics Jack Cole, para la editorial Police, que vendió los derechos a la DC Cómics.
Asimismo en 1939 Bill Everett había creado una antorcha humana como antagonista para su serie Namor, el Submariner, cuyos derechos acabarían siendo comprados por Marvel. Esta antorcha, era en realidad un androide creado por un profesor, y ejercía de policía. Además, tenía un compañero antorcha más joven llamado Toro y juntos lucharon primero contra el Submariner (lucha agua -fuego) que en realidad era un villano. Y después juntos en la guerra contra los nazis, junto al Capitán América (etapa Marvel).

## Lista de episodios
Los episodios de los 4 Fantásticos comenzaron a emitirse en 1967 los sábados por la mañana por la cadena estadounidense ABC.
| N.º | Título                                                               | Título original                                  | Basado en                | Fecha de emisión original | Código de prod. |
| --- | -------------------------------------------------------------------- | ------------------------------------------------ | ------------------------ | ------------------------- | --------------- |
| 1 | «La amenaza del Hombre Topo» «Menace Of The Mole Men»                | Fantastic Four V1 #22 (enero 1964)               | 9 de septiembre de 1967  | 1                         |                 |
| Debido a las quejas que reciben a causa de los experimentos que realizan en el Edificio Baxter, los Cuatro Fantásticos deciden trasladarse a una isla desierta, sin imaginar que todo es una trampa del Hombre Topo para atraerlos a su reino subterráneo. Allí su auto anfibio es robado y se encuentran con el Hombre topo, quien intenta sumergir las ciudades de la Tierra y apoderarse del mundo. |                                                                      |                                                  |                          |                           |                 |
| 2 | «El alquimista» «Diablo»                                             | FF V1 #30 (septiembre 1964)                      | 16 de septiembre de 1967 | 2                         |                 |
| Durante unas vacaciones en los bosques de Transylvania, el Barón Hugo explica a los 4 Fantásticos la leyenda de Esteban Corazón de Ablo, un poderoso alquimista de Zaragoza del siglo IX que vendió su alma al diablo Mefisto a cambio de la inmortalidad. Siglos después, el alquimista intentó construir un castillo en Transilvania, pero los aldeanos se cansaron de él y lo encerraron en una cripta de piedra bajo su castillo, propagándose desde entonces la leyenda de que un siglo después un ser poderoso vendría a liberarlo. Esa noche, Ben Grimm escucha el llamado del alquimista y lo libera, con la promesa de volver a convertirse en humano. |                                                                      |                                                  |                          |                           |                 |
| 3 | «El origen de los Cuatro Fantásticos» «The way it all began»         | FF V1 #1/FFAnual #2 (Septiembre 1961/Julio 1964) | 23 de septiembre de 1967 | 3                         |                 |
| Sue reúne a sus compañeros en el edificio Baxter lanzando una vengala en el cielo, que es la señal de reunión de los Cuatro Fantásticos. Allí, el comisionado de policía les informa que el Doctor Doom se encuentra en Nueva York, pero no pueden arrestarlo debido a su inmunidad diplomática como regente del principado de Latveria. Segundos después, Víctor Von Doom llama al cuartel del equipo y los amenaza de muerte. Al preguntar por qué Doom los odia tanto, Reed relata cómo conoció a Víctor en la universidad y por qué Doom culpa a Reed por un terrible accidente que le desfiguró el rostro. Reed también recuerda cómo conoció a Ben, su tiempo en la Segunda Guerra Mundial y el viaje espacial que les cambió la vida. |                                                                      |                                                  |                          |                           |                 |
| 4 | «La invasión del Súper Dotado» «Invasion of the Super Skrulls»       | FF V1 #18 (Septiembre 1963)                      | 30 de septiembre de 1967 | 4                         |                 |
| Tras fracasar en su intento por invadir la Tierra, el Emperador Dorrek VII del Planeta Skrull, envía a su guerrero más poderoso, el Súper Dotado para destruir a los 4 Fantásticos y poder así conquistar la Tierra. El equipo es inicialmente superado por los poderes del Súper Dotado, pero Reed y Sue descubren una forma de incapacitarlo. |                                                                      |                                                  |                          |                           |                 |
| 5 | «Viaje a lo desconocido» «Klaws»                                     | FF V1 #56 (noviembre 1966)                       | 7 de octubre de 1967     | 5A                        |                 |
| Mientras Ben y Reed prueban un dispositivo que le permitirá a Reed monitorear la zona negativa, el edificio Baxter es atacado por Ulises Klaw alias El Escorpión, el amo del sonido, un científico que logró mutar su cuerpo hasta controlar las ondas sónicas, y busca vengarse de los Cuatro Fantásticos por haberlo derrotado en Wakanda. Tras neutralizar a la Mujer Invisible, Escorpión rodea el laboratorio con una barrera de ondas sónicas atrapando a Ben y Reed, que no pueden contactar a Johnny quien se encuentra de vacaciones. |                                                                      |                                                  |                          |                           |                 |
| 6 | «El Fantasma Rojo» «The Red Ghost»                                   | FF V1 #13 (abril 1963)                           | 7 de octubre de 1967     | 5B                        |                 |
| Tras descubrir un poderoso combustible en el interior de un meteorito en África, Reed y sus amigos se embarcan en una misión para llegar a la Luna y vencer a la Unión Soviética en la carrera espacial. Simultáneamente, Iván Kragoff, un científico ruso obsesionado con la mutación genética, parte a la Luna con sus simios buscando replicar el accidente que les dio sus poderes a los Cuatro Fantásticos. Sin embargo, la exposición a la radiación lo vuelve intangible, mientras que sus simios adquieren fuerza, resistencia y la habilidad de cambiar de forma. Ambos equipos se encuentran en una misteriosa área azul de la Luna, donde se desata una batalla por su supremacía. |                                                                      |                                                  |                          |                           |                 |
| 7 | «Prisioneros del planeta X» «Prisoners of Planet X»                  | FF V1 #7 (octubre 1962)                          | 14 de octubre de 1967    | 6                         |                 |
| Durante una premiación en una cena en Washington D. C., los Cuatro Fantásticos son capturados y conducidos al Planeta X, reinado por el Tirano Kurrgo. El planeta está al borde de un cataclismo masivo debido a su inminente colisión con otro planeta, por lo que Kurrgo obliga a Reed a idear un plan para salvar a sus habitantes. |                                                                      |                                                  |                          |                           |                 |
| 8 | «Empezó en la calle Yancy» «It started on Yancy Street»              | FF V1 #29 (agosto 1964)                          | 21 de octubre de 1967    | 7                         |                 |
| Los Cuatro Fantásticos acuden a la calle Yancy en respuesta a un reto de la antigua pandilla liderada por Ben, sólo para ser capturados por el Dr. Kragoff y sus simios, que lograron escapar de la Luna y han regresado para vengarse. Amenazándolos con matar a la antorcha humana si no obedecen, Kragoff los lleva en su cohete magnético hacia la Luna, con la intención de dejarlos morir por falta de oxígeno. Tras estrellarse en la superficie lunar, Los Cuatro Fantásticos logran llegar al laboratorio del Vigilante, un ser superior dedicado a observar la vida de otros planetas, pero jamás intervenir en sus asuntos. Tras presentarse con el Vigilante, que se encontraba a años luz del lugar, Reed utiliza una de sus máquinas para vencer a su enemigo. |                                                                      |                                                  |                          |                           |                 |
| 9 | «Las tres predicciones del Dr. Doom» «Three predictions of Dr. Doom» | FF V1 #17 (agosto 1963)                          | 28 de octubre de 1967    | 8                         |                 |
| El Doctor Doom les manda tres predicciones a los 4 Fantásticos: robarles el corazón del equipo, despojarlos de sus poderes, y finalmente tener la fuerza para conquistar el mundo. Tras secuestrar a la Mujer Invisible (el corazón del equipo), Doom amenaza a las naciones pacíficas del mundo con destruirlas usando tsunamis gigantescos, obligando a los Cuatro Fantásticos a correr contra el reloj para encontrar su base secreta, una fortaleza voladora armada con cañones desintegradores. Allí, el Dr. Doom llevará a cabo sus otras predicciones. |                                                                      |                                                  |                          |                           |                 |
| 10 | «El traidor» «Behold a distant star»                                 | FF V1 #37 (abril 1965)                           | 4 de noviembre de 1967   | 9                         |                 |
| Durante un viaje espacial de prueba, los Cuatro Fantásticos son absorbidos fuera del sistema solar y atraídos a la galaxia Andrómeda, el planeta de los skrulls, donde son despojados de sus poderes y tomados prisioneros. Halcón, el guerrero más poderoso del planeta, captura a los héroes con la intención de entregarlos al emperador Dorrek VII y obtener la mano de su hija, la princesa Anelle. Sin embargo, todo es una farsa para derrocar al emperador y traicionar a su amada. |                                                                      |                                                  |                          |                           |                 |
| 11 | «El demonio del mar» «Demon in the deep»                             | FF V1 #4 (mayo 1962)                             | 11 de noviembre de 1967  | 10                        |                 |
| Los Cuatro Fantásticos se enfrentan a las fuerzas criminales del profesor Gama, un científico que intenta dominar los mares con una combinación de ciencia y tecnología. Tras mandar a los criminales a sus países para ser juzgados, el equipo procede a destruir la isla donde Gama almacenaba un arsenal de armamento nuclear. Al acercarse a la isla X y encontrar todo el trabajo de su vida arruinado, Gama sufre una mutación causada por la radiación, convirtiéndose en un monstruo marino capaz de respirar bajo el agua y disparar rayos mortales, con los que empieza a atacar a los barcos cercanos. Mientras tanto de vuelta en el edificio Baxter, Johnny decide abandonar los 4 Fantásticos y se marcha del grupo en un arranque de rebeldía. Sin embargo, pronto recapacita al enfrentarse contra el Rayo Gama, que intenta destruir Nueva York con Giganto, un gigantesco cachalote prehistórico. Ahora depende de los Cuatro Fantásticos el evitar la catástrofe. |                                                                      |                                                  |                          |                           |                 |
| 12 | «Peligro en el fondo del mar» «Danger in the Depths»                 | FF V1 #33 (diciembre 1964)                       | 18 de noviembre de 1967  | 11                        |                 |
| Lady Dorma, mujer noble del Reino submarino de Pacífica y prometida del príncipe Tritón le pide ayuda a los 4 Fantásticos para salvar su reino de ser conquistado por las fuerzas de Attuma, un poderoso invasor. La ventaja de Attuma en el asedio del reino es culpa de la propia Dorma, quien traicionó a su prometido proporcionando una entrada al enemigo. Tras ser rociados con un aerosol inventado por Reed que les permitirá respirar bajo el agua, los Cuatro Fantásticos se infiltran en el mundo submarino para combatir las hordas de Attuma. |                                                                      |                                                  |                          |                           |                 |
| 13 | «El regreso del Hombre Topo» «The return of the Mole Men»            | FF V1 #31 (octubre 1964)                         | 25 de noviembre de 1967  | 12                        |                 |
| Diversos terremotos sacuden Nueva York, y edificios enteros son engullidos bajo tierra, incluyendo un centro de conferencias científicas donde Sue estaba presente. El responsable no es otro que el Hombre topo, quien amenaza a los Cuatro Fantásticos con dañar a su compañera si el ejército interfiere. El resto del grupo deberá idear un plan para regresar los edificios, rescatar a Sue y derrotar al Hombre Topo. |                                                                      |                                                  |                          |                           |                 |
| 14 | «Aventuras en Egipto» «Ramma-Tut»                                    | FF V1 #19 (octubre 1963)                         | 9 de diciembre de 1967   | 13                        |                 |
| Al encontrar una tabla egipcia de 3000 años de antigüedad con el rostro de la Mole en una exhibición de la cultura egipcia, Reed Richards postula que podrían devolver a su compañero Ben a su forma humana si logran viajar en el tiempo al antiguo Egipto. Usando la máquina del tiempo del Doctor Doom, Los 4 Fantásticos viajan en el tiempo al siglo X a. C. donde son capturados y sometidos por el faraón Rama Tut, un viajero en el tiempo proveniente del año 4000 obsesionado con el poder que envidiaba las aventuras de los Cuatro Fantásticos. Tras descubrir y reconstruir una máquina del tiempo en las ruinas del castillo del Dr. Doom, Rama-Tut se trasladó a la era egipcia donde sometió al pueblo con facilidad, pero se vio imposibilitado de regresar a su época, así que ocultó su máquina en una esfinge. Deseando convertir a Sue en su reina, Rama-Tut despoja a los Cuatro Fantásticos de sus poderes y los esclaviza con el rayo Ultra-Diodo. Un fortuito accidente hará que La Mole vuelva a su forma original de Ben Grimm, librándolo momentáneamente del poder de Rama-Tut.                                                         |                                                                      |                                                  |                          |                           |                 |
| 15 | «Marte» «Galactus»                                                   | FF V1 #48-50 (1966)                              | 16 de diciembre de 1967  | 14                        |                 |
| El Vigilante advierte a los Cuatro Fantásticos de la inminente llegada del dios Marte (Galactus), un ser omnipotente que despoja a los planetas de sus elementos naturales para alimentarse de su energía, dejándolos estériles. Tras aterrizar en el techo del edificio Baxter, el Deslizador de Plata, heraldo de Marte, envía una señal a su amo, pero Ben lo noquea. Con su gigantesca esfera universal, el devorador de mundos se dispone a absorber la energía de la Tierra, sin importarle las millones de vidas humanas que la habitan. Mientras Sue cuida del Deslizador de Plata y le hace ver la bondad de los seres humanos, el Vigilante concibe un plan para detener a Marte que sólo la Antorcha Humana puede llevar a cabo: viajar hasta el propio centro del infinito en busca del Nulificador Supremo, un arma con la que Marte puede anular de la línea espacio-temporal galaxias enteras y que le destruiría si se usara. Cuando Marte intenta acabar con Reed y Ben por sabotear su máquina de drenaje terrestre, el Deslizador de Plata finalmente decide salir en defensa de la raza humana, aún si esto significa desafiar a su antiguo amo. |                                                                      |                                                  |                          |                           |                 |
| 16 | «La vuelta del Dr. Doom» «The Micro World Of Dr. Doom»               | FF V1 #16 (julio 1963)                           | 30 de diciembre de 1967  | 15                        |                 |
| Uno a uno los 4 Fantásticos son reducidos a tamaño microscópico, pero logran reunirse en el edificio Baxter, donde Reed les explica su teoría sobre la posible existencia de formas de vida en los átomos del universo, parecidos a pequeños planetas. El Dr. Doom transporta al equipo a su mundo microscópico y les revela cómo fue absorbido durante un experimento y conquistó el micromundo usando un rayo reductor. Tras encoger y subyugar a los héroes, Doom los encierra en una prisión de piedra bajo un mar de ácido, junto al rey y la princesa Perla, quien intentó advertirles del inminente peligro. La llegada de los Hombres lagarto de Tok, criaturas guerreras del microverso, provee a Doom el mineral necesario para su rayo reductor, y el medio para vengarse de los Cuatro Fantásticos vendiéndolos como esclavos. |                                                                      |                                                  |                          |                           |                 |
| 17 | «Hércules, la bomba humana» «Blastaar, The Living Bomb Burst»        | FF V1 #62-63 (mayo-junio 1967)                   | 6 de enero de 1968       | 16                        |                 |
| Los habitantes del planeta Baluur en la zona negativa libran una cruenta batalla contra el depuesto tirano Hércules, logrando someterlo y arrojarlo al cinturón del espacio. Durante un experimento de observación, Reed es absorbido accidentalmente a la zona negativa, siendo rescatado a tiempo por la Antorcha Humana, pero a su regreso, Reed accidentalmente atrae a la Tierra al poderoso Hércules, quien comienza una sangrienta carnicería. |                                                                      |                                                  |                          |                           |                 |
| 18 | «El Hombre Molécula» «The Mysterious Molecule Man»                   | FF V1 #20 (noviembre 1963)                       | 13 de enero de 1968      | 17                        |                 |
| Tras examinar un asteroide con lo que parece ser restos de vida orgánica, los Cuatro Fantásticos combaten contra el Hombre Molécula, Un técnico de laboratorio que adquirió el poder de alterar la estructura molecular de los objetos inanimados tras sufrir un grave accidente en una planta nuclear. Incapaces de vencerlo, Los 4 Fantásticos deberán desplegar todos sus recursos para impedirle apoderarse de Manhatan. |                                                                      |                                                  |                          |                           |                 |
| 19 | «El tribunal terrible» «The Terrible Tribunal»                       | Historia original                                | 14 de septiembre de 1968 | 18                        |                 |
| Una flota de naves espaciales pilotadas por robots secuestran a los Cuatro Fantásticos y los llevan prisioneros a un planeta deshabitado, donde Ben, Sue y Johnny son encarcelados en una celda de rayos intangibles. Mientras tanto, Reed Richards, líder del equipo, es sometido a juicio por intentar destruir las fuerzas del mal, y obligado a recordar cómo derrotó a sus acusadores: Hércules, el Escorpión y El hombre molécula. Tras examinar la evidencia, los villanos le declaran culpable y es sentenciado a muerte, pero el resto del equipo logra intervenir a tiempo. |                                                                      |                                                  |                          |                           |                 |
| 20 | «El director de la muerte» «The Deadly Director»                     | Historia original                                | 21 de septiembre de 1968 | 19                        |                 |
| El Impostor, un criminal experto en el arte de la suplantación, asume la identidad del renombrado director de cine Otto Von Lenz e invita a los 4 Fantásticos a Hollywood para rodar una película. Sin embargo el director tiene otros planes. |                                                                      |                                                  |                          |                           |                 |

## Los Nuevos 4 Fantásticos
En 1978 la Productora DePatie-Freleng, conocida por ser la encargada de la serie animad La Pantera Rosa, realizó una nueva adaptación de la serie de los Cuatro Fantásticos. En esta versión, el personaje de la Antorcha Humana fue sustituido por un robot llamado H.E.R.B.I.E., con el que los directivos del estudio querían evitar incitar a los niños a jugar con fuego.

## Elenco de voces

### Voces Principales
Las voces originales en inglés son las siguientes:
- Gerald Mohr - Reed Richards
- Jo Ann Pflug - Mujer Invisible/Susan Storm-Richards
- Jac Flounders - Antorcha humana/Johnny Storm
- Paul Frees - La cosa/Ben Grimm
- Joseph Sirola - Doctor Doom

### Voces adicionales
- Tol Avery - Warlord Morrat
- Ted Cassidy - Galactus
- Henry Corden - Attuma, Hombre Molécula
- Regis Cordic - Diablo
- Jack DeLeon - Mole Man
- Frank Gerstle - Blastaar
- Don Messick - Kurrgo, Skrull Emperor
- Marvin Miller - Super-Skrull, King Toth
- Vic Perrin - Red Ghost, Silver Surfer, Profesor Gamma/EL demonio
- Mike Road - Prince Triton, Rama-Tut
- Hal Smith - Juez, Klaw, Otto Von Lenz
- Ginny Tyler  - Henel
- Janet Waldo - Lady Dorma, Princesa Perla

### Doblaje
Los dobladores al español fueron:
- Juan José Hurtado - Reed Richards
- María Antonieta de las Nieves - Mujer Invisible/Susan Storm-Richards
- Roberto Cardín - Antorcha humana/Johnny Storm
- Armando Gutiérrez/Víctor Alcocer - La cosa/Ben Grimm
- Jorge Arvizu - Narrador y Doctor Doom